# Aphidius longipetiolus
Aphidius longipetiolus är en stekelart som beskrevs av Hajimu Takada 1968. Aphidius longipetiolus ingår i släktet Aphidius och familjen bracksteklar. Inga underarter finns listade i Catalogue of Life.